# Pierre Guédron
Pierre Guédron (Châteaudun, ~1570 - París, ~1620) fue un compositor francés del siglo XVI.

## Historia
Pierre Guédron fue primero cantante de la capilla de Luis II de Lorena (llamado el cardenal de Lorena o de Guisa); tras el asesinato del cardenal, fue cantor de la Chapelle Royale, en 1588. Convertido en una de las personalidades musicales más importantes de la corte del rey Enrique IV de Francia, Guédron compuso numerosos airs y ballet cortesanos. En 1601, sucedió a Claude Le Jeune como compositor de cámara del rey, cargo que cedió en 1613 a su yerno, Antoine Boësset, para pasar a ser intendente de música del rey y de la reina madre. Luego, fue superintendente de música de Luis XIII.
Con Le Bailly, Mauduit, Bataille y Boësset, cooperó al éxito en Francia de la monodia, con la que las canciones a solo desterraron las composiciones polifónicas, anteriormente en auge. Ballard publicó entre 1605 y 1630 varias colecciones de airs de cour de Guédron para una voz, y otras para 4 y 5 voces. Hay algunos bellos ejemplos de estas ingenuas y graciosas obras en la antología romántica Echos du temps passé, de Weckerlin. Entre sus air de cour, destacan Qu'on me parle plus o Cessez mortels de soupirer.[cita requerida]

## Obras
- 6 cuadernos de Airs de cour à quatre et cinq parties
- Airs de différents autheurs mis en tablature de luth
- Ballet sur la Naissance de Monseigneur le duc de Vendosme (1602)
- Ballet de Monseigneur le duc de Vendosme oder Ballet d’Alcine (1610)
- Ballet de Madame (1613)
- Ballet des Argonautes (1614)
- Ballet du Triomphe de Minerve (1615)
- Ballet de Monsieur le Prince (1615)
- Ballet du Roy ou Ballet de la Délivrance de Renaud (1617)
- Ballet des Princes (1618)
- Ballet du Roy sur L’Adventure de Tancrède en la forest enchantée (1619)